# Gerónima
 Gerónima es una película de Argentina filmada en Eastmancolor dirigida por Raúl Tosso sobre su propio guion escrito en colaboración con Carlos Paola con diálogos adicionales de Julián Acosta según el argumento de Jorge Pellegrini que se estrenó el 27 de noviembre de 1986 y que tuvo como actores principales a Luisa Calcumil, Patricio Contreras, Mario Luciani y  Ernesto Michel.

## Sinopsis
Una descendiente de mapuches frente a la incomprensión del hombre blanco y la pérdida de identidad.

## Reparto
| Actor              | Personaje |
| ------------------ | --------- |
| Luisa Calcumil     |           |
| Patricio Contreras |           |
| Mario Luciani      |           |
| Ernesto Michel     |           |
| María Isabel Cane  |           |
| Rufino Muñoz       |           |
| Gloria Calcumil    |           |
| Alicia Martín      |           |
| Nicolás Calcumil   |           |
| Nicolás Nieves     |           |

## Premios
Por este filme el director Raúl Alberto Tosso recibió el Premio Futuro en el Festival Internacional de Cine de Munich de 1987.

## Comentarios
Víctor Hugo Ghitta en La Nación opinó:

«Cálido documento sobre el desarraigo cultural.»

ROV en Clarín dijo:

«Por sobre todo, un cine argentino necesario…una bocanada de aire puro y un implacable testimonio de cine antropológico y social.»

César Magrini en El Cronista Comercial dijo:

«Sólo amor…Interesa mucho más el contenido que la forma aunque esta no haya sido del todo descuidada.»

Manrupe y Portela escriben:

«Valioso documento sobre el desarraigo visto desde el interior, con aciertos en lo humano que hacen pasar por alto una realización no del todo prolija.»